# Pilea truncata
Pilea truncata es una especie de planta del género Pilea, perteneciente a la familia Urticaceae.

## Taxonomía
Pilea truncata fue descrita por Ignatz Urban en 1926.

## Distribución
Se encuentra en el territorio de Haití.